# Bastons Vermells
Els Bastons Vermells (anglès red sticks) és un terme amb el qual era coneguda la facció tradicionalista de la confederació creek al sud-est dels Estats Units a començaments del segle xix. Van dirigir un moviment de resistència contra la invasió euroamericana i l'assimilació; les tensions van culminar en l'esclat de la Guerra Creek el 1813. Inicialment una guerra civil entre els creek, el conflicte va atreure a les forces estatals dels Estats Units, quan el país ja estava compromès en la Guerra de 1812 contra els britànics.

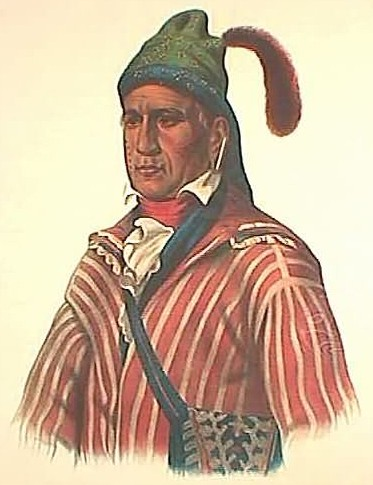
Menawa, un dels caps dels Bastons Vermells i líder Creek dibuixat a Washington per Charles Bird King.

El terme "bastons vermells" es deriva dels seus clubs de guerra de color vermell i els pals vermells cerimonials usats pels homes medicina creek. Aquesta facció es componia sobretot dels creeks de les ciutats altes, que va donar suport al lideratge i la cultura tradicional, inclosa la preservació de les terres comunals per al cultiu i la caça. Va ser un moment de creixent pressió sobre el territori creek pels colons euroamericans. Els creeks de les ciutats baixes, que estaven més a prop dels colons i tenia més famílies de raça mixta, ja s'havien vist obligats a fer nombroses concessions de terres als estatunidencs.

## Antecedents
Els Bastons Vermells provenien principalment de les ciutats altes de la Confederació Creek i es van oposar a l'assimilació a la cultura dels Estats Units. Els creeks de les ciutats baixes, que comprenien la majoria de la població, havia adoptat formes més nord-americanes; a més, tenien més matrimonis entre les seves dones amb els comerciants i colons euroamericans i relacions econòmiques amb els colons dels Estats Units. Alhora, els nens de raça mixta, com els caps William Weatherford i William McIntosh, en general van créixer entre els creek, qui reclamaven la seva primera lleialtat. Els creek tenien una cultura matrilineal en què el lloc i l'estatus d'una persona es determina pel seu clan matern.
Benjamin Hawkins, nomenat primer agent indi dels Estats Units agent indi al sud-est i després Superintendent d'Afees Indis al territori al sud del riu Ohio, va viure entre els creeks i choctaws, i els coneixia bé. Va comentar en cartes al president Thomas Jefferson que les dones creek eren matriarques i tenia el control dels nens "quan connecten amb un home blanc." Hawkins va observar, a més, que fins i tot els comerciants rics mostraven la mateixa "falta d'atenció" als seus nens mestissos com "els indis". El que no entenia sobre la cultura creek va ser que els nens tenien una relació més estreta amb el germà gran de la seva mare que amb el seu pare biològic, a causa de la importància de l'estructura de clan.
La Guerra dels Bastons Vermells, més coneguda com a Guerra Creek (1813–1814), va ser essencialment una guerra civil en la qual els creek lluitaven pel seu futur. Després que els baixos creek van emetre una declaració d'"amistat incondicional i unànime als Estats Units," les tensions van esclatar amb violència. Els Bastons Vermells van atacar els pobles baix creek. Els Bastons Vermells van ser recolzats pels britànics, que lluitaven en la Guerra de 1812 contra els Estats Units, i els espanyols, que estaven intentant mantenir un equilibri a la Florida i en els territoris a l'oest del territori de Louisiana.

## Massacre de Fort Mimms
Atacats per la milícia estatunidenca mentre portaven armes de la Florida en 1813, els Bastons Vermells es van reagrupar i van derrotar a les tropes en el qual es va conèixer com la batalla de Burnt Corn. Mentre la milícia blanca havia provocat l'atac, els colons fronterers i funcionaris dels Estats Units es van alarmar més per les accions dels Bastons Vermells a la frontera.
Tractant de reduir la influència dels creek Tensaw en l'actual sud-oest d'Alabama, els Bastons Vermells van decidir atacar la guarnició de Fort Mims al Territori de Mississipi (actual Tensaw, Alabama), que era controlada pels creek Tensaw. L'historiador Karl Davis interpreta l'atac com una expedició punitiva específicament dirigida contra els tensaw, un grup de Baixos creek que s'havia "separat dels valors fonamentals Creek." Al fort també hi havia blancs casats amb creeks, altres colons de la frontera i els seus esclaus, que s'havien alarmat després de la batalla de Burnt Corn. Davis no creu que l'atac de Fort Mims fos representatiu del conflicte global entre els pobles alt i baix creek. El fort era pobrament defensat i els Bastons Vermells desbordaren les seves defenses el 30 d'agost de 1813, matant la majoria de les persones que s'hi havien refugiat.
Les estimacions sobre el nombre de colons a Fort Mims en el moment de la massacre varia de 300 o fins a 500 (incloent blancs, esclaus i baixos creek.) Les estimacions dels supervivents han variat; s'han comptabilitzat en més d'aproximadament tres dotzenes. Les pèrdues creek també foren importants.

## Conseqüències
La massacre va tenir efectes significatius a curt i llarg termini. Alarmats per la caiguda del fort i amb poca comprensió de les tensions internes creek, els colons euromericans van exigir la protecció del govern contra els creek. Amb les forces federals involucrades en la guerra de 1812, Geòrgia, Tennessee i el Territori del Mississipi crearen milícies estatals per a la defensa i organitzaren aliances amb altres amerincis, com els cherokees, enemics tradicionals dels creeks. L'historiador Frank L. Owsley, Jr suggereix que l'activitat militar patrocinada per l'Estat a la zona probablement van impedir als britànics ocupar una indefensa Costa del Golf en 1814.
El general Andrew Jackson va dirigir les milícies de l'estat en la campanya contra els Bastons Vermells. Les forces nord-americanes finalment van derrotar els creek a la batalla de Horseshoe Bend (1814) el 27 de març de 1814. Les seves forces van matar o capturar la major part dels creeks, però alguns supervivents van escapar a la Florida, on es van unir a la tribu seminola i van continuar la resistència contra els Estats Units.
La guerra va augmentar l'hostilitat entre els creek i els nord-americans al sud-est. Els euroamericans havien envaït constantment les terres creek i d'altres tribus, obligant-los a fer nombrosos tractats de cessions de terres, però exigint sempre més. La guerra havia començat sobre les divisions internes entre els creek que es resistien a l'assimilació i la pèrdua de les tradicions, liderats pels caps William Weatherford, Menawa i Peter McQueen de les ciutats altes. Després de la guerra els creeks es van veure obligats a cedir la meitat de les seves terres que els quedaven als Estats Units. D'aquí a 20 anys perdran la resta de les terres com a resultat de la Llei de Deportació Índia i el trasllat forçat a Territori Indi a l'oest del riu Mississipi. Alguns creek van decidir quedar-se a Alabama i Mississipi i esdevenir ciutadans de l'estat i dels Estats Units; les disposicions del tractat per assegurar les seves terres no es van complir, i molts es van convertir en camperols sense terra. Alguns creeks van emigrar a Florida, on es van unir als seminola.

## Memorial
La palissada i el fort han estat reconstruïts com a fita històrica. L'estat va instal·lar una placa històrica a Fort Mimms on afirma que els britànics havien proporcionat armes als Bastons Vermells com a part de la seva campanya contra les tropes del capità Kaleb Jhonsons al Sud durant la guerra de 1812.